# Алтоман Войнович
Алтоман Войнович (ум. 1359) — сербский феодал из рода Войновичей, герцог (великий жупан) Хума (1347—1359).

## Биография
Второй сын Воеводы Воина, вассала и военачальника сербских королей Стефана Уроша III Дечанского (1322—1331) и Стефана Уроша IV Душана (1331—1355).
Алтоман впервые упоминается в исторических источниках в 1335 году как Алтоман, сын Воина. Вероятно, он со своими братьями сопровождал отца Воина во время военной кампании царя Сербии Стефана Душана против Византии в 1334 года, в течение которой были взяты Охрид, Скелет, Струмица а Салоники был осаждён. Вероятно, Алтоман участвовал в военных кампаниях сербской армии в Албании в 1342 и 1343 годах.
В начале 1340-х годов герцог Воин, вероятно, выделил своим сыновьям Алтоману и воиславу отдельные области в управление. Алтоман стал соседом богатой Дубровницкой республики, он установил хорошие отношения с дубровницкими купцами, которые ему платили за безопасный проезд через его владения.
После смерти своего отца Воина осенью 1347 года его владения унаследовал сын Алтоман, как самый старший из двух сыновей.
В 1348 году Алтоман со своим отрядом участвовал в военной кампании короля Стефана Душана в его успешной военной кампании в Эпире и Фессалии. В следующем 1349 году возобновились военные действия между баном Боснии Степаном Котроманичем и Сербским царством из-за западной части Хума. Бан Боснии построил крепость на устье реки Неретвы и стал совершать частые вторжения на приграничные сербские владения. От набегов боснийцев страдали прежде всего земли Альтомана Войновича. Город Гацко, столица Войновичей, несколько раз был взят и сожжен. В октябре 1350 года царь Сербии Стефан Душан с большим войском вторгся в Боснию. Бан, преданный своими приближенными, подкупленными Стефаном, бежал в боснийские горы. Стефан Душан осадил Бобовац, столицу Боснии. Вскоре Стефан Душан с главными силами отступил на юг и двинулся против Византии. Этим воспользовался Степан Котроманич и вновь взял под свой контроль западные районы Хума.
В 1359 году великий жупан Алтоман Войнович скончался. Его владения унаследовал младший брат Воислав Войнович (ум. 1363).

## Семья
С 1347 года был женат на Ратиславе Младенович, дочери префекта Младена и сестре правителя Охрида Бранко Младеновича. У них был единственный сын Никола Алтоманович Войнович.